# Qualificazioni al campionato mondiale femminile di calcio 2015 - UEFA - Fase a gironi, gruppo 7
Il gruppo 7 della sezione UEFA della qualificazioni al campionato mondiale femminile di calcio 2015 è composto da sei squadre: Austria, Bulgaria, Finlandia, Francia, Kazakistan e Ungheria.

## Classifica finale
| Pos | Squadra    | Pt | G  | V  | N | P | GF | GS | DR  |
| --- | ---------- | -- | -- | -- | - | - | -- | -- | --- |
| 1.  | Francia    | 30 | 10 | 10 | 0 | 0 | 54 | 3  | +51 |
| 2.  | Austria    | 21 | 10 | 7  | 0 | 3 | 31 | 14 | +17 |
| 3.  | Finlandia  | 21 | 10 | 7  | 0 | 3 | 27 | 9  | +18 |
| 4.  | Ungheria   | 12 | 10 | 4  | 0 | 6 | 20 | 25 | -5  |
| 5.  | Kazakistan | 4  | 10 | 1  | 1 | 8 | 8  | 30 | -22 |
| 6.  | Bulgaria   | 1  | 10 | 0  | 1 | 9 | 3  | 62 | -59 |

## Risultati
| Arbitro: | Eleni Lampadariou |

|  |           |                          |
|  | Marcatori | 69’ Kukkonen 85’ Talonen |

| Arbitro: | Simona Ghisletta |

|                                                            |           |  |
| Burger 33’ Feiersinger 81’ Boycheva 90’ (aut.) Pöltl 90+1’ | Marcatori |  |

| Arbitro: | Zuzana Kováčová |

|  |           |                                        |
|  | Marcatori | 15’ Delie 17’, 37’ Thiney 21’ Delannoy |

| Arbitro: | Anastasia Pustovoitova |

|                       |           |            |
| Engman 42’ Alanen 86’ | Marcatori | 79’ Burger |

| Arbitro: | Gordana Kuzmanović |

|            |           |                     |
| Kireva 43’ | Marcatori | 26’ (aut.) Radoyska |

| Arbitro: | Morag Pirie |

|  |           |                                           |
|  | Marcatori | 7’ Wenninger 35’ (aut.) Demeter 55’ Makas |

| Arbitro: | Linn Andersson |

|                                                  |           |  |
| B. Szabó 4’ Vágó 40’ (rig.) Sipos 70’ Zeller 76’ | Marcatori |  |

| Arbitro: | Sjoukje de Jong |

|             |           |  |
| Sjölund 40’ | Marcatori |  |

| Arbitro: | Monika Mularczyk |

|               |           |                                |
| Wenninger 65’ | Marcatori | 16’ Nécib 18’ Henry 61’ Renard |

| Arbitro: | Marte Sørø |

|                                           |           |                 |
| Jakabfi 50’ Kaján 54’ Zeller 56’ Vágó 64’ | Marcatori | 36’ Kirgizbaeva |

| Arbitro: | Esther Staubli |

|  |           |                                                                                   |
|  | Marcatori | 2’, 6’, 10’ Delie 9’, 75’, 80’ Thiney 19’, 34’ Renard 73’ Bussaglia 81’ Le Sommer |

| Arbitro: | Floarea Ionescu |

| |           |  |
| Thiney 1’, 4’, 11’, 41’, 83’ Le Sommer 3’, 24’, 45+1’, 90’ Nécib 6’ Renard 21’, 37’ Abily 48’ Georges 57’ | Marcatori |  |

| Arbitro: | Knarik Grigoryan |

|              |           |                                                             |
| Radoyska 66’ | Marcatori | 4’ Burger 8’, 41’ Pöltl 43’ Puntigam 51’ Aschauer 56’ Makas |

| Arbitro: | Riem Hussein |

|  |           |                                        |
|  | Marcatori | 10’, 64’, 90+2’ Talonen 15’ Westerlund |

| Arbitro: | Hilal Tuba Tosun Ayer |

|                                                         |           |  |
| Delie 9’, 12’ Thomis 14’ Abily 21’, 24’ Thiney 54’, 88’ | Marcatori |  |

| Arbitro: | Rhona Daly |

|                                           |           |              |
| Bussaglia 31’ (rig.) Delie 36’ Thomis 39’ | Marcatori | 58’ Puntigam |

| Arbitro: | Amy Rayner |

|                                        |           |  |
| Talonen 20’, 84’ Kemppi 40’ Engman 57’ | Marcatori |  |

| Arbitro: | Karolina Radzik-Johan |

|                                                |           |            |
| Zhanatayeva 9’ Kirgizbaeva 21’, 34’ Yalova 70’ | Marcatori | 43’ Kireva |

| Arbitro: | Jana Adámková |

|                                           |           |  |
| Thomis 35’ Abily 52’ Thiney 61’ Majri 89’ | Marcatori |  |

| Arbitro: | Dilan Gökçek |

|                 |           |                    |
| Kirgizbaeva 58’ | Marcatori | 49’ Vágó 53’ Pádár |

| Arbitro: | Kateryna Monzul' |

|                                         |           |            |
| Makas 31’ Saari 41’ (aut.) Prohaska 80’ | Marcatori | 79’ Alanen |

| Arbitro: | Petra Chudá |

|                                                  |           |  |
| Alanen 20’ Talonen 78’ Hyyrynen 85’ Saarinen 88’ | Marcatori |  |

| Arbitro: | Sharon Sluyts |

|  |           |                          |
|  | Marcatori | Billa 4’, 78’ Burger 62’ |

| Arbitro: | Pernilla Larsson |

|  |           |                                                 |
|  | Marcatori | 10’, 25’ Le Sommer 39’ (aut.) Smuczer 73’ Delie |

| Arbitro: | Lilach Asulin |

|  |           |                                                                             |
|  | Marcatori | 6’ Sjölund 9’ Saarinen 14’ Saari 38’, 49’, 53’ Talonen 41’ Alanen 75’ Ruutu |

| Arbitro: | Bibiana Steinhaus |

|  |           |                      |
|  | Marcatori | Nécib 24’ Thiney 58’ |

| Arbitro: | Olga Zadinová |

|                                           |           |                               |
| Tóth 14’ (aut.) Makas 12’, 20’ Burger 67’ | Marcatori | 27’ Zeller 42’ Sipos 51’ Rácz |

| Arbitro: | Sofia Karagiorgi |

|  |           |                                                    |
|  | Marcatori | 30’ Csiszár 39’, 90’ Sipos 51’, 64’, 67’, 71’ Vágó |

| Arbitro: | Karolina Radzik-Johan |

|                                   |           |            |
| Bussaglia 44’ Nécib 66’ Delie 71’ | Marcatori | 19’ Kemppi |

| Arbitro: | Mihaela Gurdon Basimamović |

|                                                 |           |            |
| Makas 4’, 81’ Burger 40’ Puntigam 57’ Billa 76’ | Marcatori | 51’ Yalova |

## Statistiche

### Classifica marcatrici
14 reti
- Gaëtane Thiney

10 reti
- Sanna Talonen

9 reti
- Marie-Laure Delie

7 reti
- Eugénie Le Sommer
- Fanny Vágó (1 rig.)
- Lisa Makas

6 reti
- Nina Burger

5 reti
- Wendie Renard

4 reti
- Camille Abily
- Louisa Nécib

- Emmi Alanen

- Lilla Sipos

3 reti
- Jennifer Pöltl
- Sarah Puntigam
- Élise Bussaglia (1 rig.)

- Élodie Thomis
- Dóra Zeller

- Begaim Kirgizbaeva
- Nicole Billa

2 reti
- Borislava Kireva
- Adelina Engman
- Carina Wenninger

- Sanna Saarinen
- Annica Sjölund
- Juliette Kemppi

- Mariya Yalova

1 rete
- Verena Aschauer
- Laura Feiersinger
- Nadine Prohaska
- Silvia Radoyska
- Tuija Hyyrynen
- Annika Kukkonen
- Maija Saari

- Linda Ruutu
- Anna Westerlund
- Sabrina Delannoy
- Laura Georges
- Amandine Henry
- Amel Majri
- Henrietta Csiszár

- Zsanett Jakabfi
- Zsanett Kaján
- Anita Pádár
- Zsófia Rácz
- Boglárka Szabó
- Madina Zhanatayeva

1 autorete
- Nikoleta Boycheva (a favore dell'Austria)
- Silvia Radoyska (a favore del Kazakistan)

- Maija Saari (a favore dell'Austria)
- Réka Demeter (a favore dell'Austria)

- Angéla Smuczer (a favore della Francia)
- Gabriella Tóth (a favore dell'Austria)